# Menjadors i Laboratoris de la Fàbrica SEAT
Els menjadors i laboratoris de la fàbrica SEAT es troben a la Zona Franca de Barcelona, i estan catalogats com a  bé cultural d'interès local.

## Història
La Sociedad Española d'Automóviles de Turismo (SEAT) es va constituir l'any 1950 amb el finançament de l'Instituto Nacional de Industria i la gran banca per produir cotxes amb patent de la italiana FIAT. La fàbrica es va construir a la Zona Franca, tenint en compte les necessitats de la producció en cadena i del control visual de les instal·lacions i dels treballadors, amb àmplies naus en disposició horitzontal.
La voluntat de projectar una imatge moderna va fer que els edificis lligats a la SEAT s'allunyessin de l'arquitectura lligada al règim de caràcter historicista, la qual cosa va donar una alenada d'aire fresc a l'arquitectura de l'època. Alguns exemples són aquests dos edificis, l'escola d'aprenents al passeig de la Zona Franca o l'edifici expositor a la plaça de Cerdà.
El 1953, el president de la SEAT José Ortiz Echagüe va demanar al seu fill César Ortiz-Echagüe la construcció dels menjadors per la fàbrica. Aquest va demanar la col·laboració del seu cunyat, Rafael de la Joya, i de Manuel Barbero. El terreny on s'havien de construir era de reblert i això encaria molt els costos de cimentació, així que es van posar en contacte amb els enginyers de la indústria aeronàutica CASA., experts en alumini, per fer una estructura d'alumini cimentada sobre lloses flotants de formigó armat. L'alumini és més lleuger que l'acer, la qual cosa suposa un estalvi en el cost dels fonaments, i és més resistent a l'oxidació així que aguanta molt bé el clima marítim de la Zona Franca. Aquest ús de l'alumini en la construcció va suposar una innovació a escala internacional, ja que aquesta tecnologia fins llavors només s'havia fet servir en la indústria aeronàutica.
L'edifici, envoltat de jardins, va ser concebut com un refugi per rescatar als operaris de la monotonia del treball a la fàbrica. Però al mateix temps responia a la societat classista de l'època: hi havia un menjador per als directius, un altre per als enginyers i tècnics i tres per als obrers. Els arquitectes van dissenyar també els sofàs, les butaques, les portes i altres elements de mobiliari de les zones comunes. Al menjador dels enginyers van incorporar la cadira Eames de Knox International (Madrid) i, al menjador de direcció, els germans Picardo van fer un mural que representava la història de l'automòbil que culminava amb un Seat 600.
El conjunt aconseguí l'any 1957 el premi internacional d'arquitectura Reynolds, en la seva primera edició, concedit per l'American Institute of Architects, avalat per un jurat presidit per George Bain Cummings i del qual hi formava part Ludwig Mies van der Rohe; premi atorgat a la més notable contribució a l'ús estètic i estructural de l'alumini en arquitectura.
Actualment només un dels pavellons es continua fent servir de menjador degut a la notable reducció de plantilla que ha patit la seu de la Zona Franca. Un altre pavelló està dedicat a escola i la resta són espais polivalents per la realització de diferents actes.
Al 1958 es va iniciar la construcció de l'edifici dedicat a laboratoris i oficines. L'arquitecte va tornar a ser Cèsar Ortiz- Echagüe juntament amb Rafael Echaide Itarte i els enginyers A. De la Joya i J. I C. Laorden. Aquí es feien els controls de qualitat amb tecnologia molt avançada, per això es va projectar un edifici de gran senzillesa i pragmatisme. Està envoltat de parterres per esmorteir la duresa de l'entorn industrial. Cada planta era un tipus de laboratori: assajos mecànics a la planta baixa, assajos físics a la primera planta i assajos químics a la segona. Actualment l'edifici està dedicat a oficines.

## Descripció
Els menjadors són cinc pavellons d'una sola planta, en forma de pinta, agrupats al voltant de tres patis oberts i dos de tancats; Aquests patis estan ajardinats i tenen fonts, la qual cosa fa que els menjadors siguin un espai íntim i relaxant, com un oasi dins de la fabrica. Un passadís comunica els diferents pavellons i les cuines. Els pavellons estan construïts amb maó vist, amb la coberta inclinada, la qual cosa fa que una façana sigui més alta que l'altra. Aquestes façanes més altes s'obren als jardins i estan construïdes amb perfils d'alumini i cobertes amb vidre; aquí es van col·locar unes persianes orientables d'alumini que incorporaven la tecnologia dels trens d'aterratge dels avions subministrada per CASA per fer-les girar.
Davant del menjador principal hi ha una placeta coberta per una gran marquesina d'alumini que es sustenta per un màstil. D'aquí arrenca un seguit de porxos d'estructura i coberta d'alumini que envolten tot el conjunt. La coberta dels pavellons també és d'alumini.
L'espai interior dels menjadors es totalment diàfan i ple de llum. És visible la coberta inclinada i les bigues d'acer on es recolza. Encara són visibles part de les antigues cuines però es va fer una nova millor equipada. Es conserven les empunyadures originals de les portes exteriors realitzades amb fusta i ferro forjat de formes ondulants.
Ela laboratoris és un edifici exempt de planta rectangular que consta de planta baixa, dos pisos i terrat. Les façanes principal i posterior, nord i sud, són murs cortina de perfils d'acer laminat amb àmplies superfícies de vidre. La façana principal queda dividida en un retícula on les línies verticals es corresponen amb pilars de formigó o canalitzacions a l'interior, i les horitzontals són els pisos amb franges opaques entre ells. La porta principal està coberta per una marquesina que queda a l'aire, amb la pròpia façana com a únic punt de recolzament. A la façana posterior es va col·locar a un metre de la façana uns brise-soleil, amb làmines de fibrociment que es regulen des de l'interior, que la cobreix totalment i la protegeix del sol. En un dels extrems de la façana hi ha un mur de maó que arriba fins al pla dels brise-soleil i que es correspon amb el cos d'escales. Les façanes laterals són de maó vist.
A l'interior hi ha el cos d'escales i el muntacàrregues. La resta de l'espai és obert amb una successió de pilars i les divisions de les zones de treball es fan mitjançant falses parets i vidre.